# NGC 3496
NGC 3496 is een open sterrenhoop in het sterrenbeeld Kiel. Het hemelobject werd op 14 maart 1834 ontdekt door de Britse astronoom John Herschel.

## Synoniemen
- OCL 836
- ESO 128-SC26